# Varanus lirungensis
Varanus lirungensis là một loài thằn lằn trong họ Varanidae. Loài này được Koch, Arida, Schmitz, Böhme & Ziegler mô tả khoa học đầu tiên năm 2009.